# Slipknot (Album)
Slipknot ist das Debütalbum der US-amerikanischen Nu-Metal-Band Slipknot. Es wurde am 29. Juni 1999 durch Roadrunner Records veröffentlicht. Es erreichte Platz 51 der Billboard 200.

## Entstehung
Nachdem die Band 1996 das Demo Mate. Feed. Kill. Repeat. veröffentlicht hatte und damit erste Aufmerksamkeit bei Plattenfirmen erreichte, schrieb sie mit dem neuen Sänger Corey Taylor an weiteren Songs. Ab September 1998 begannen die Aufnahmen für das Debütalbum in Malibu in Kalifornien, wohin sich die Band von ihrem Heimatort Des Moines in Iowa begeben hatte. Ende 1998 verließ Gitarrist Josh Brainard die Band, der bis dahin die Songs eingespielt hatte. Erst im Februar 1999 wurden die Aufnahmen mit James Root fortgesetzt. Slipknot erschufen zudem die Identität der von 0 bis 8 durchnummerierten Bandmitglieder sowie die bei den Auftritten, mit denen sie sich eine erste Fanbasis erspielten, getragenen Masken. Das Album erreichte als erstes Album bei Roadrunner Platinstatus. Als Singles wurden noch im gleichen Jahr Wait and Bleed und Spit It Out ausgekoppelt, zu denen es auch Musikvideos gab, sowie in Frankreich als Promo-Single Surfacing.

## Titelliste
1. 742617000027 – 0:36
2. (Sic) – 3:19
3. Eyeless – 3:56
4. Wait and Bleed – 2:27
5. Surfacing – 3:38
6. Spit It Out – 2:39
7. Tattered and Torn – 2:54
8. Frail Limb Nursery – 0:45
9. Purity – 4:14
10. Liberate – 3:06
11. Prosthetics – 4:58
12. No Life – 2:47
13. Diluted – 3:23
14. Only One – 2:26
15. Scissors – 8:25
16. Me Inside (Digipak-Bonus) – 2:39
17. Get This (Digipak-Bonus) – 2:03
18. Interloper (Digipak Demo) – 2:18
19. Despise (Digipak Demo) – 3:39
20. Eeyore (Hidden Track) – 2:28

## Rezensionen
Rick Anderson von Allmusic gab dem Album vier von fünf Sternen und die Auszeichnung „AMG Album Pick“. Er hob die Härte des Albums, die sich deutlich von Bands wie Limp Bizkit unterscheide, und die „nicht zitierbaren“ Texte hervor. Sonja Lattwesen vom Magazin Rock Hard schrieb, die „verdammt laute Geräuschkulisse“ des Albums mache „wach wie ein Kaffee, in dem der Löffel senkrecht steht“. Sie spielte auf stilistische Einflüsse aus Thrash Metal, Death Metal, Industrial Metal, Hardcore Punk, Rap und Dub an und vergab acht von zehn Punkten.
Im Jahr 2014 belegte das Album Platz 87 auf der Liste Die 100 besten Metal- und Hardrock-Alben aller Zeiten des Rolling Stone.

## Kommerzieller Erfolg

### Chartplatzierungen
| ChartsChartplatzierungen       | Höchstplatzierung | Wochen |
| ------------------------------ | ----------------- | ------ |
| Deutschland (GfK)              | 8 (3 Wo.)         | 3      |
| Österreich (Ö3)                | 44 (4 Wo.)        | 4      |
| Vereinigte Staaten (Billboard) | 51 (77 Wo.)       | 77     |
| Vereinigtes Königreich (OCC)   | 37 (24 Wo.)       | 24     |

### Auszeichnungen für Musikverkäufe
| Land/Region                  | Auszeichnungen für Musikverkäufe (Land/Region, Auszeichnung, Verkäufe) | Verkäufe  |
| ---------------------------- | ---------------------------------------------------------------------- | --------- |
| Australien (ARIA)            | Platin                                                                 | 70.000    |
| Kanada (MC)                  | 2× Platin                                                              | 160.000   |
| Japan (RIAJ)                 | Gold                                                                   | 100.000   |
| Neuseeland (RMNZ)            | Gold                                                                   | 7.500     |
| Niederlande (NVPI)           | Gold                                                                   | 40.000    |
| Norwegen (IFPI)              | Gold                                                                   | 10.000    |
| Polen (ZPAV)                 | Gold                                                                   | 10.000    |
| Vereinigte Staaten (RIAA)    | 2× Platin                                                              | 2.000.000 |
| Vereinigtes Königreich (BPI) | Platin                                                                 | 378.000   |
| Insgesamt                    | 5× Gold · 6× Platin ·                                                  | 2.775.500 |

Hauptartikel: Slipknot/Auszeichnungen für Musikverkäufe

## Diverses
- Aufgrund eines Urheberrechtsstreits sind die Lieder Frail Limb Nursery und Purity auf den Neuauflagen von Slipknot nicht mehr enthalten und wurden durch Me Inside ersetzt. Erst auf der 10th Anniversary Edition wurde das Lied Purity nochmals veröffentlicht.
- Der Song 742617000027 entspricht dem Strichcode auf der Demo-CD Mate. Feed. Kill. Repeat..